# حزقيال كارلوس مندوزا غارسيا
حزقيال كارلوس مندوزا غارسيا (بالإسبانية: Juan Carlos Mendoza García)‏ هو دبلوماسي وسياسي كوستاريكي، ولد في 7 يوليو 1975 في سان خوسيه في كوستاريكا. حزبياً، نشط في حزب العمل للمواطنين.